# Kepa Junkera
Kepa Junkera (* 10. April 1965 in Bilbao im Baskenland) ist ein baskischer Musiker und Komponist. Kepa Junkera ist bekannt für sein Spiel der Trikitixa, einem baskischen diatonischen Akkordeon. Junkera erhielt für sein Album K 2004 den Grammy Latino für das beste Folk-Album.

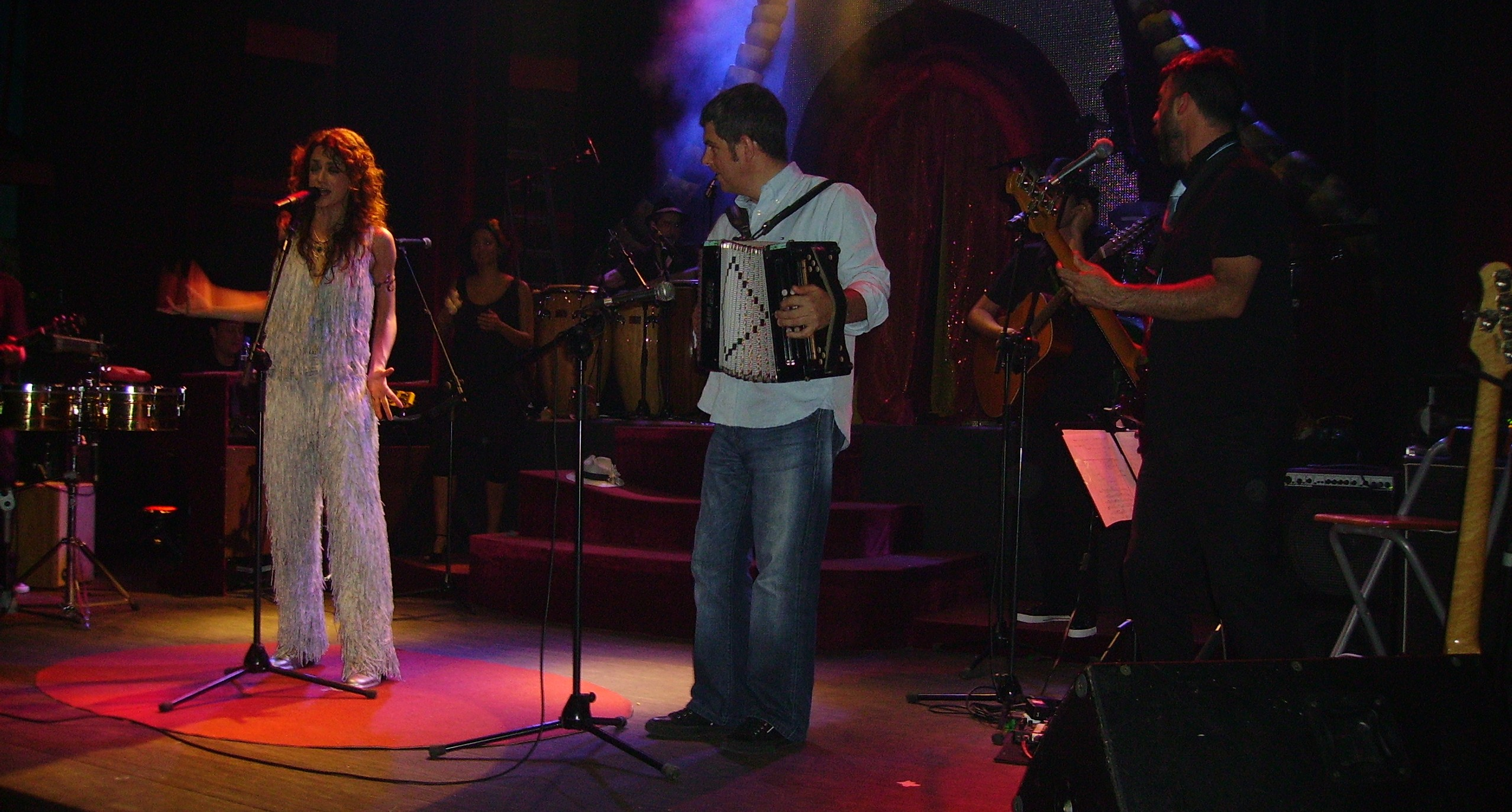
Carmen Paris und Kepa Junkera in Bilbao, 2008

## Diskographie
- Infernuko Auspoa – Kepa, Zabaleta und Motriku – (1986)
- Triki Up – Kepa, Zabaleta und Imanol – (1990)
- Trikitixa Zoom (1991)
- Trans-Europe Diatonique – Kepa Junkera, John Kirkpatrick und Riccardo Tesi – (1993)
- Kalejira Al-buk (1994)
- Lau Eskutara – Kepa Junkera und Julio Pereira – (1995)
- Leonen Orroak – Kepa Junkera und Ibon Koteron – (1996)
- Bilbao 00:00h (1998)
- Tricky! (2000)
- Maren (2001)
- K (2003)
- Athletic Bihotzez (2004)
- Hiri (2006)
- Etxea (2008)
- Provença Sessions (2009)
- Kalea (2009)
- Habana Sessions (2010)
- Beti Bizi (2010)
- Herria  (2010)
- Ipar Haizea Kepa Junkera und das Orquesta Sinfónica de Euskadi (2011)
- Galiza (2013)
- Trikitixaren historia txiki bat (mit Sorginak, 2014)
- Maletak (2016)[1]